# Hereroa calycina
Hereroa calycina är en isörtsväxtart som beskrevs av L. Bol. Hereroa calycina ingår i släktet Hereroa och familjen isörtsväxter. Inga underarter finns listade i Catalogue of Life.

## Bildgalleri

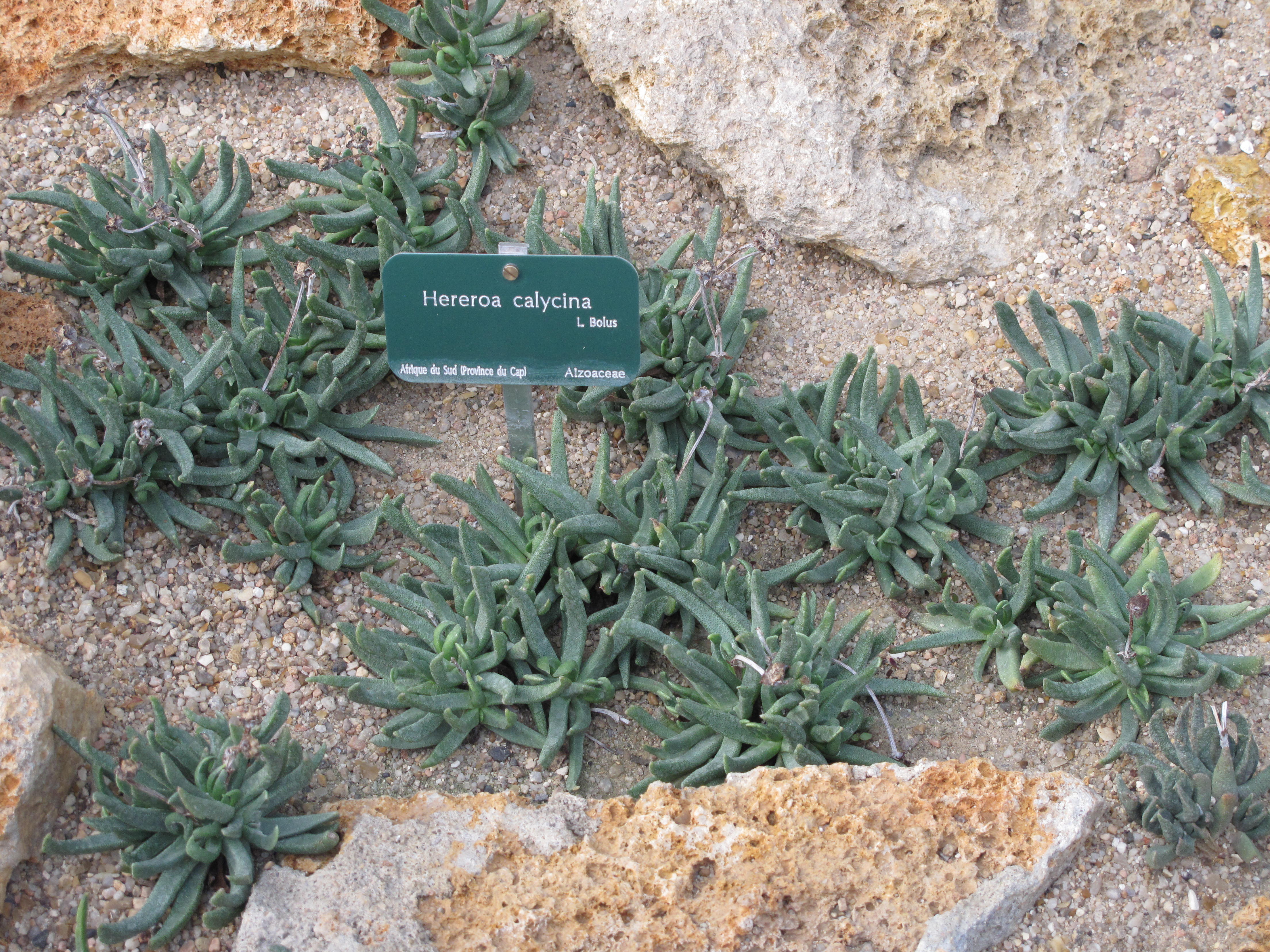
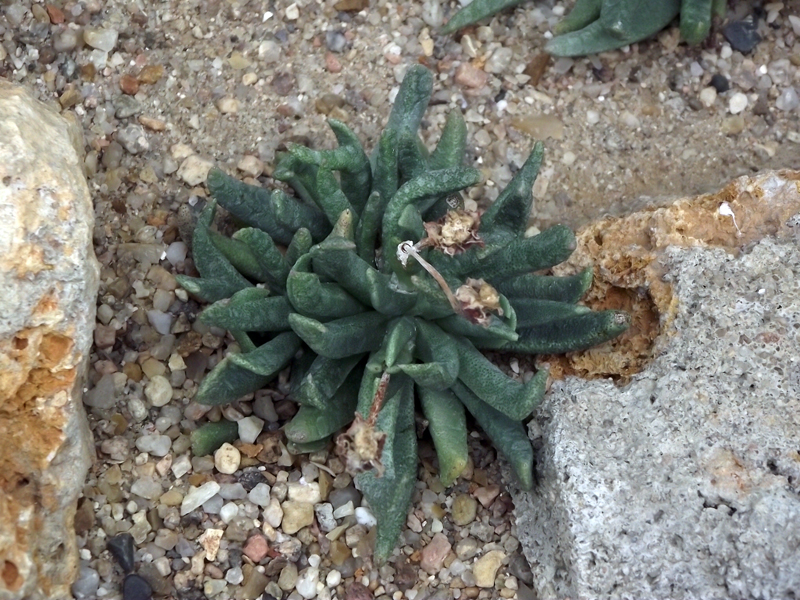
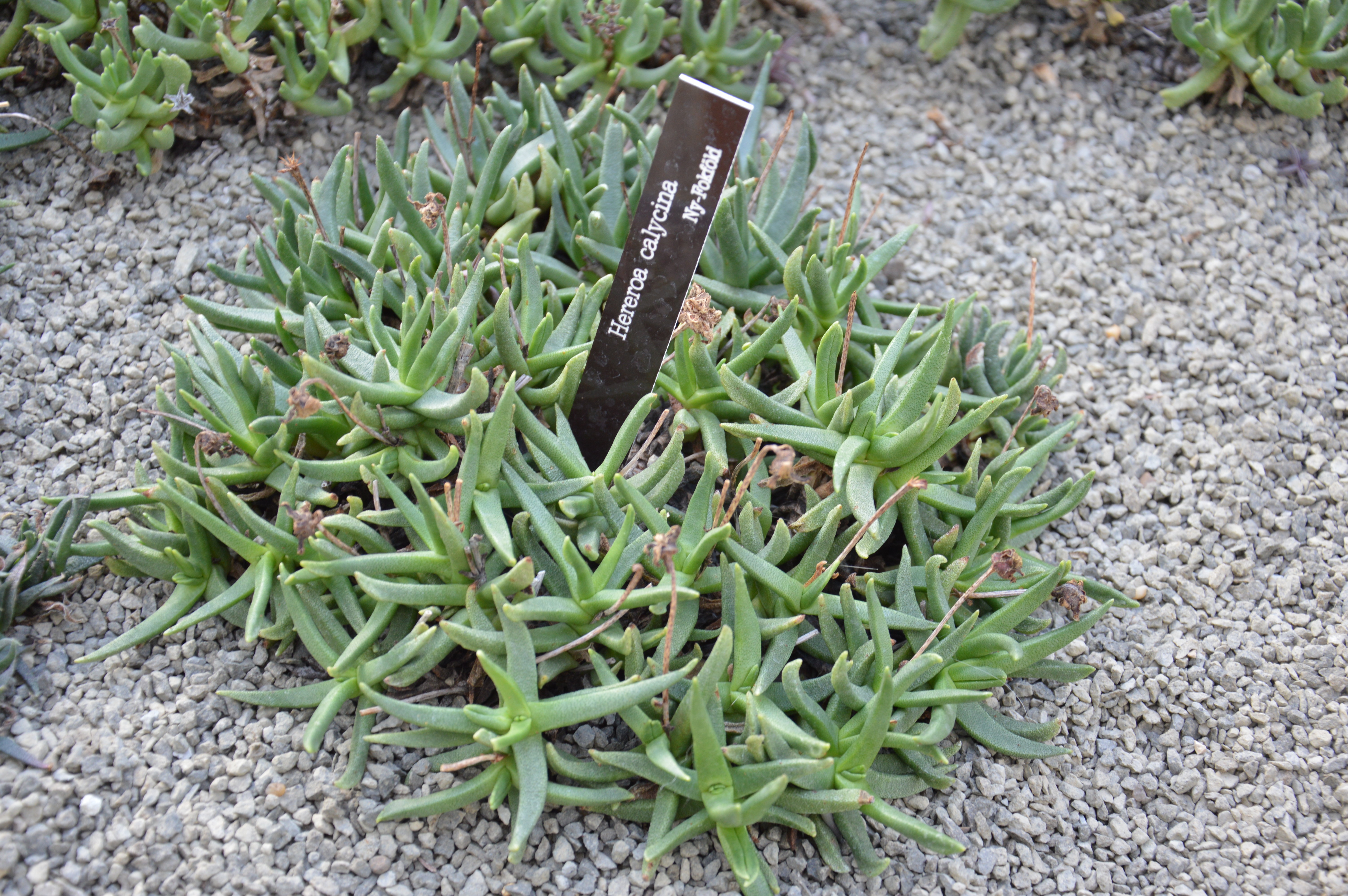